# Nyírmada
Nyírmada é uma cidade da Hungria, situada no condado de Szabolcs-Szatmár-Bereg. Tem 38,8 km² de área e sua população em 2019 foi estimada em 4.890 habitantes.